# James Charles Risk
James Charles Risk (né le 5 mai 1913 à New York, mort  le 23 octobre 2005 à New-York) est un haut fonctionnaire et érudit américain.
James C. Risk a d'abord obtenu un Bachelor of Arts au Dartmouth College, puis poursuivit ses études en histoire de l'Europe à Harvard. Il commence par enseigner l'histoire au Massachusetts Institute of Technology, puis s'engage en 1940 dans l'US Navy. Il participe au débarquement de Sicile en 1943. Il sera d'ailleurs chargé d'écrire une histoire officielle de l'US Navy en Méditerranée (Administrative History of the US Navy in the Mediterranean). À la fin de la guerre, il est officier de liaison au Vatican. 
Démobilisé avec le grade lieutenant-commander, il entre au ministère des affaires étrangères, ou il occupera les postes de vice-consul à Vladivostok et à Saigon. Cependant, passionné de numismatique comme de phaléristique, il démissionnera pour travailler à la Galerie des Médailles (Coin Galleries) de New-York.
Il rassemblera durant sa vie une somptueuse collection d'ordres de chevalerie et de décorations, sujet sur lequel ont porté plusieurs de ses ouvrages.